# ییلدیز کنتر
ییلدیز کنتر (ترکی استانبولی: Yıldız Kenter؛ زادهٔ ۱۱ اکتبر ۱۹۲۸ – درگذشتهٔ ۱۷ نوامبر ۲۰۱۹) هنرپیشه اهل ترکیه بود. او فعالیت حرفه‌ای خود را از سال ۱۹۴۹ آغاز کرد.
از فیلم‌ها یا مجموعه‌های تلویزیونی که وی در آن‌ها نقش داشته است، می‌توان به فرشته سپید اشاره نمود.